# John Christopher Moller
John Christopher Moller, in tedesco Johann Christoph Möller (Germania, 1755 – New York, 21 settembre 1803), è stato un compositore, organista, clavicembalista ed editore musicale statunitense di origine tedesca.
Nato in Germania come Johann Christoph Möller, fu uno dei primi editori statunitensi a pubblicare musica, nonché uno dei primi compositori nei neonati Stati Uniti d'America. Dopo aver trascorso un decennio (1775-85 ca.) a Londra si recò negli Stati Uniti. Fu inizialmente a Filadelfia. dove spiccò nell'ambiente musicale della città come organista della Zion Lutheran Church, dal 1790 al 1795, e come maestro dei concerti che venivano eseguiti in città, dal 1790 al 1793, esibendosi come fortepianista, clavicembalista e violinista. Successivamente si trasferì a New York dove fu organista della Trinity Episcopal Church e maestro dei concerti estivi alla moda.

## Composizioni
- 6 quartetti per archi (1775 ca., Londra)
- 6 sonate per fortepiano/clavicembalo, violino e violoncello (1775 ca., Londra)
- 6 sonate per fortepiano/clavicembalo, violino, viola e violoncello, op.4 (1782 ca., Londra)
- 8 lezioni facili per i giovani praticanti per fortepiano/clavicembalo, op.5 (1784 ca., Londra)
- 10 lezioni progressive particolarmente calcolate per l'uso e il miglioramento dei giovani praticanti per fortepiano/clavicembalo, op.6 (1785, Londra)
- Sinfonia from the Moller & Capron First per clavicembalo
- Rondò from Third Number per clavicembalo
- Dank und Gebet (cantata, per solo voci e coro (1794, Filadelfia)
- Meddley with the Most Favorite Airs and Variations per tastiera (1796 ca., Filadelfia)
- March by Moller per tastiera (New York, 1800 ca.)
- A Favorite New German Waltz and Admiral Nelson's March per fortepiano (1802-3, Filadelfia)
- 2 concerti per tastiera e piccola orchestra